# Europaparlamentets utskott för den inre marknaden och konsumentskydd
Europaparlamentets utskott för den inre marknaden och konsumentskydd (engelska: European Parliament Committee on the Internal Market and Consumer Protection, IMCO) är ett av Europaparlamentets 20 ständiga utskott för att bereda ärenden i parlamentet.
Utskottets nuvarande ordförande, vald den 10 juli 2019, är den belgiska Europaparlamentsledamoten Petra De Sutter (G/EFA).

## Presidium
| Namn                        | Funktion i utskottet | Land      | Grupp | Bild |
| --------------------------- | -------------------- | --------- | ----- | ---- |
| Petra De Sutter             | Ordförande           | Belgien   | G/EFA |      |
| Pierre Karleskind           | Viceordförande       | Frankrike | RE    |      |
| Maria Grapini               | Viceordförande       | Rumänien  | S&D   |      |
| Róża Thun                   | Viceordförande       | Polen     | EPP   |      |
| Maria Manuel Leitão Marques | Viceordförande       | Portugal  | S&D   |      |